# Samir
Samir je moško osebno ime.

## Izvor imena
Samir je muslimansko ime, ki ga razlagajo iz arabskega imena سمير (Samir), le to pa iz besede sāmir v pomenu besede »kdor ponoči vasuje in se pogovarja; nočni držabnež; vasovalec«. Ime Samir kakor tudi vse njegove različice imajo v Sloveniji večinoma muslimanski priseljenci in njihovi potomci.

## Različice imena
- moška različica imena: Semir
- ženski različici imena: Samira, Semira

## Pogostost imena
Po podatkih Statističnega urada Republike Slovenije je bilo na dan 31. decembra 2007 v Sloveniji število moških oseb z imenom Samir: 687.

## Znane osebe
- Samir Handanovič, slovenski nogometni reprezentant